# Ånnäs
Ånnäs är en udde i Finland.   Den ligger i den ekonomiska regionen  Borgå  och landskapet Nyland, i den södra delen av landet, 30 km öster om huvudstaden Helsingfors.
Terrängen inåt land är platt. Havet är nära Ånnäs söderut.  Närmaste större samhälle är Borgå, 17,6 km norr om Ånnäs. 